# Aiguebelettesjön
Aiguebelettesjön, Lac d'Aiguebelette, är en insjö i sydöstra Frankrike, i departementet Savoie. Den är en av Frankrikes största naturliga insjöar, med en areal på 5,45 km² och ett djup på 71 meter.
Sjön är känd för sitt blågröna vatten och sina sju varmvattenkällor. 
I sjöns södra del finns två öar, La Petite Île och La Grande Île, som har ett kapell.

## Rodd-VM
Världsmästerskapen i rodd har arrangerats på sjön år 1997  och 2015.